# Reinhard Steinlein

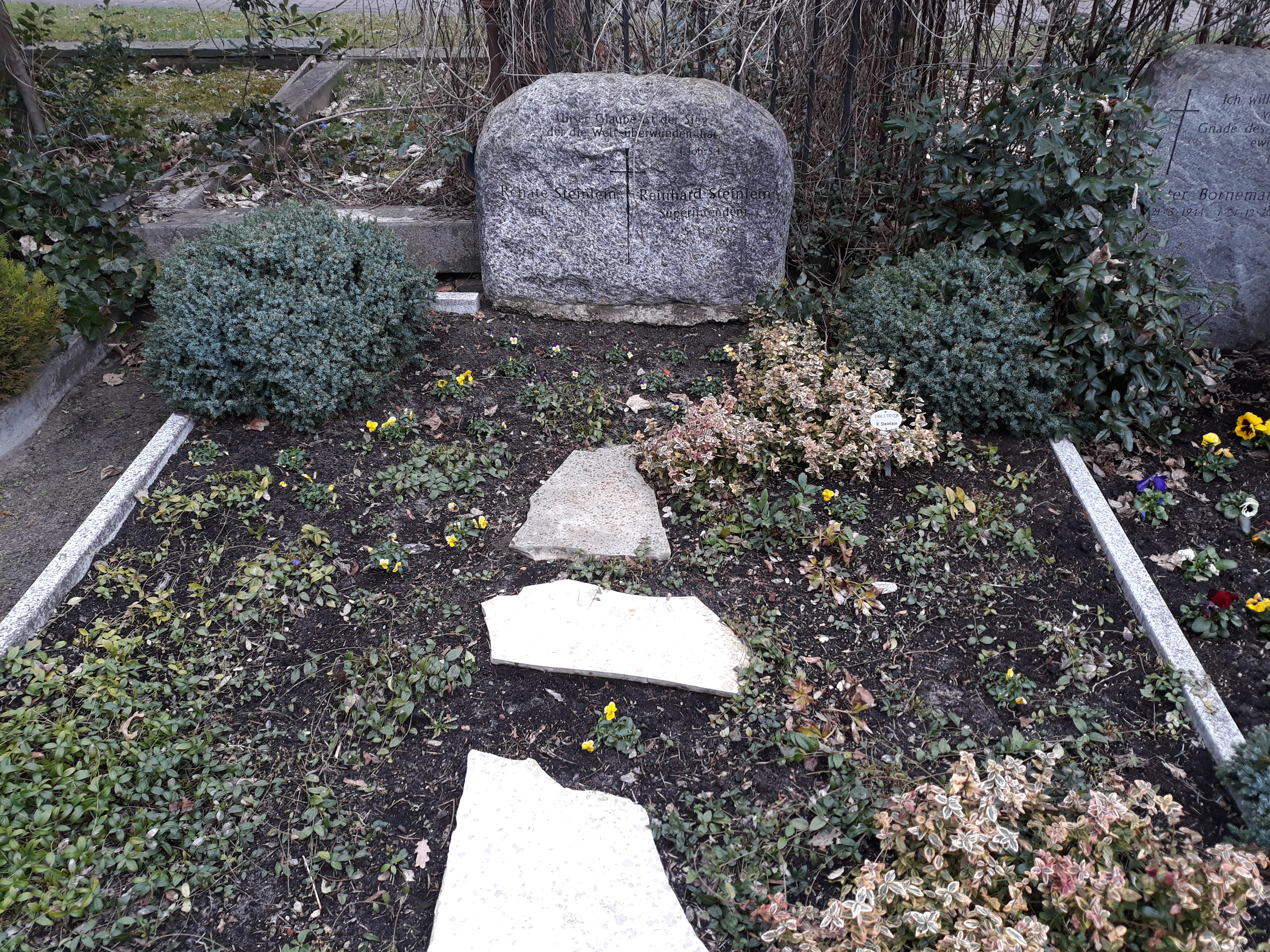
Grab von Reinhard Steinlein und seiner Ehefrau auf dem Evangelischen Luisenkirchhof II in Berlin

Reinhard Steinlein (* 5. November 1919; † 25. Oktober 2006) war Superintendent der Kirchenkreise Finsterwalde und Nauen der Evangelischen Kirche Berlin-Brandenburg-schlesische Oberlausitz.

## Leben und Wirken
Nach seinem Theologiestudium während des Zweiten Weltkriegs wurde er nach einiger Zeit als Pfarrer 1956 Superintendent des KKR Finsterwalde und im Anschluss daran 1970 als Superintendent des KKR Nauen eingeführt. Er verteidigte gegen den starken Druck innerhalb der DDR den christlichen Glauben und widersetzte sich dem Zwang zur Anpassung an die Staatsideologie. Zu einem Höhepunkt kam dieser Widerstand mit der öffentlichen Ablehnung des Gesprächs zwischen dem Vorsitzenden des Staatsrats der DDR, Erich Honecker, und Bischof Albrecht Schönherr am 6. März 1978, in dem er einen Auswuchs der „unverantwortlichen Anpassungspolitik“ der Kirche an die DDR-Staatsführung sah. Er suchte immer wieder die Nähe zu Gemeinden im Westen Deutschlands. In der Folge verließ er die Synode der Berlin-Brandenburgischen Kirche der Ostregion und legte alle Leitungstätigkeiten nieder.
In Anerkennung seiner Verdienste verlieh ihm am 21. August 2002 die Kulturstaatssekretärin Berlins, Krista Tebbe, das Bundesverdienstkreuz am Bande.
Am 25. Oktober 2006 starb er kurz vor seinem 87. Geburtstag.

## Werke
- Die gottlosen Jahre. Rowohlt, Berlin 1993, ISBN 3-87134-069-3.